# エルサルバドルの国章
エルサルバドルの国章（エルサルバドルのこくしょう）は現在の形では1912年9月15日から使用されている。中心部はトライアングルから構成され、5つの火山が海から隆起している。それらは中央アメリカ連合州の5州を象徴している。火山の上には赤いフリギア帽が棒に乗って、太陽と、1821年9月15日、エルサルバドルが独立した日付の前に位置する。その上には虹がある。
国章の後ろの5つの旗は中央アメリカ連邦共和国の国旗の掲揚を表現している。その下には、エルサルバドルの国の標語Dios, Unión, Libertad (西："神、統一、自由"）が書かれた巻物がある。これらは全て月桂冠に囲まれており、月桂冠は国旗の下に結ばれている。月桂冠の葉は14の異なる部分に分けられるが、これはエルサルバドルの地方行政単位である14の県を象徴している。これらは全て金文字で囲まれており、スペイン語で REPÚBLICA DE EL SALVADOR EN LA AMÉRICA CENTRAL（日本語：中央アメリカのエル・サルバドル共和国）となっている。

## 歴代の国章

1823年-1825年の国章
1825年-1841年の国章
1895年-1898年の国章
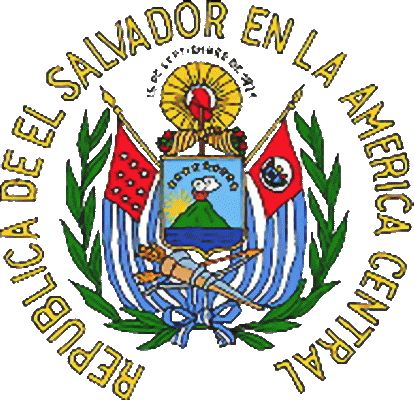
1865年-1912年の国章